# パジャマ

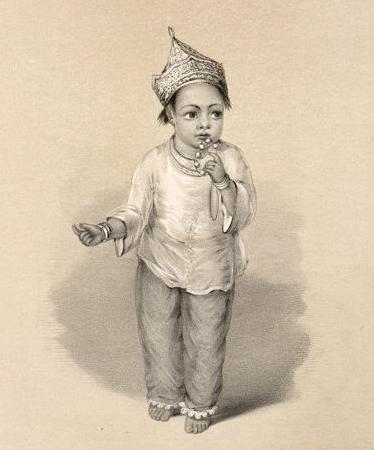
パジャマとクルタを着たインドのムスリムの少女

パジャマ（ヒンディー語: पाजामा [pāy-jāma]）とは寝巻の一種で、主に上下に分かれた西洋風のものを指す。英語では「ピージェイズ」（Pj's）ともいう。同じく西洋式の寝巻として、女性用のワンピース式のものにネグリジェがある。

## 語源
パジャマの語源はヒンディー語・ウルドゥー語のパージャーマー（paayjaamaa पायजामा）である。ただし、これは民族服のズボンのみを指す（上衣はクルター，kurtaa कुरता）。その語源はさらに遡り、脚用の衣服を意味するペルシア語のپايجامه（Payjama）から来ている。

## ギャラリー

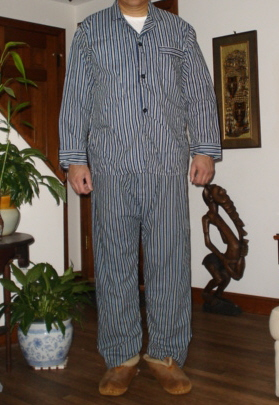
上下揃いのパジャマ
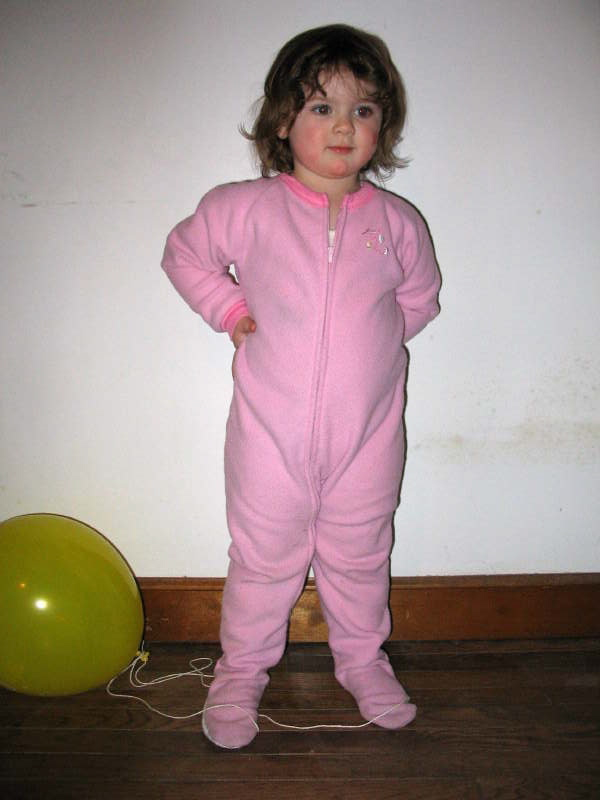
ツナギ状のパジャマ